# Itoshima, Fukuoka
Itoshima (糸島市 Itoshima-shi) là một thành phố thuộc tỉnh Fukuoka, Nhật Bản. Thành phố được thành lập ngày 1 tháng 1 năm 2010 khi sáp nhập thành phố Maebaru với hai thị trấn Shima và Nijo.

## Các đô thị kề
- Fukuoka (thành phố)
- Saga (thành phố)
- Karatsu, Saga